# Ligue des retraités de Finlande
La ligue des retraités (en finnois : Suomen Senioripuolue, anciennement Eläkeläiset Kansan Asialla anréhé en EKA ou ELKA) était un parti politique finlandais, fondé en 1990 et disparu en 2014, issu du regroupement de ligues de retraités et d'anciens petits mouvements politiques locaux. Dans un contexte de vieillissement de la population, le programme du parti vise principalement à préserver le pouvoir d'achat et les conditions de vie des retraités.
L'audience du parti reste confidentielle au niveau national. Il ne compte en 2007 qu'un seul élu dans un conseil municipal, à Hämeenlinna, et aucun député ni député européen. Néanmoins, le parti a connu une progression spectaculaire depuis sa création, recevant 16 715 voix lors des législatives de 2007, 0,6 % des votes au niveau national soit trois fois plus que lors des élections précédentes, ce qui en fait un des deux plus importants partis non représentés au parlement juste après le Parti communiste de Finlande.